# Pentanema
Pentanema es un género de plantas fanerógamas perteneciente a la familia de las asteráceas. Comprende 28 especies descritas y de estas, solo 14 aceptadas. Se encuentra en China.

## Taxonomía
El género fue descrito por Alexandre Henri Gabriel de Cassini y publicado en  Bull. Sci. Soc. Philom. Paris 1818: 74. 1818. La especie tipo es  Pentanema divaricatum Cass.	

## Especies aceptadas
A continuación se brinda un listado de las especies del género Pentanema aceptadas hasta julio de 2012, ordenadas alfabéticamente. Para cada una se indica el nombre binomial seguido del autor, abreviado según las convenciones y usos.
- Pentanema albertoregelia (C.Winkl.) Gorschk.
- Pentanema cernuum (Dalzell) Ling
- Pentanema chodzhakasiani Kinzik.
- Pentanema discoideum Nabiev
- Pentanema divaricatum Cass.
- Pentanema glanduligerum (Krasch.) Gorschk.
- Pentanema indicum (L.) Ling
- Pentanema krascheninnikovii (Kamelin) Czerep.
- Pentanema ligneum Mesfin
- Pentanema parietarioides (Nevski) Gorschk.
- Pentanema propinquum Nevski
- Pentanema rupicola (Krasch.) Gorschk.
- Pentanema varzobicum Kamelin & Kinzik.
- Pentanema vestita (Wall. ex DC.) Ling